# Niżni Kostur
Niżni Kostur, Niżni Liptowski Kostur (słow. Nižný kostúr, niem. Unterer Liptauer Wachturm, węg. Alsó-Liptói-Őrszem) – niewybitny szczyt o wysokości 2055 m w grani głównej Tatr Wysokich, należący do Liptowskich Murów. Od Czarnej Kotelnicy w grani Kotelnicy oddziela go Czarna Ławka, a od Wyżniego Kostura – Niżnia Liptowska Ławka (ok. 2035 m). Przez te szczyty i przełęcze biegnie granica polsko-słowacka. Po słowackiej stronie trawiaste i mało strome zbocza szczytu opadają do Doliny Ciemnosmreczyńskiej. W dole podcięte są stromymi ściankami, ale możliwymi łatwo do obejścia. Na polską stronę opada z Niżnego Kostura wybitna, długa grzęda w okolice Czarnego Stawu. Oddziela ona Szpiglasową Kotlinkę od depresji opadającej z Czarnej Ławki. Orograficznie lewe stoki tej grzędy są łagodne, trawiasto-piarżyste, prawe opadają stromymi ściankami.
W wierzchołku Niżniego Kostura główna grań zmienia nieco kierunek ze wschodniego (od Kotelnicy) na południowo-wschodni (w stronę Szpiglasowego Wierchu).
Obecnie szczyt ten, podobnie jak całe Liptowskie Mury, nie jest udostępniony turystycznie.
Najstarsze odnotowane wejścia turystyczne:
- latem – Teodor Eichenwald, Ferdynand Rabowski, Jan Bachleda Tajber, Wojciech Tylka Suleja, 5 sierpnia 1902 r.,
- zimą – Adam Karpiński, Wilhelm Smoluchowski, 8 kwietnia 1925 r. – przy przejściu grani Liptowskich Murów[4].

Na Niżnim Kosturze rośnie skalnica odgiętolistna – bardzo rzadki gatunek rośliny, w Polsce występujący tylko na nielicznych stanowiskach w Tatrach.

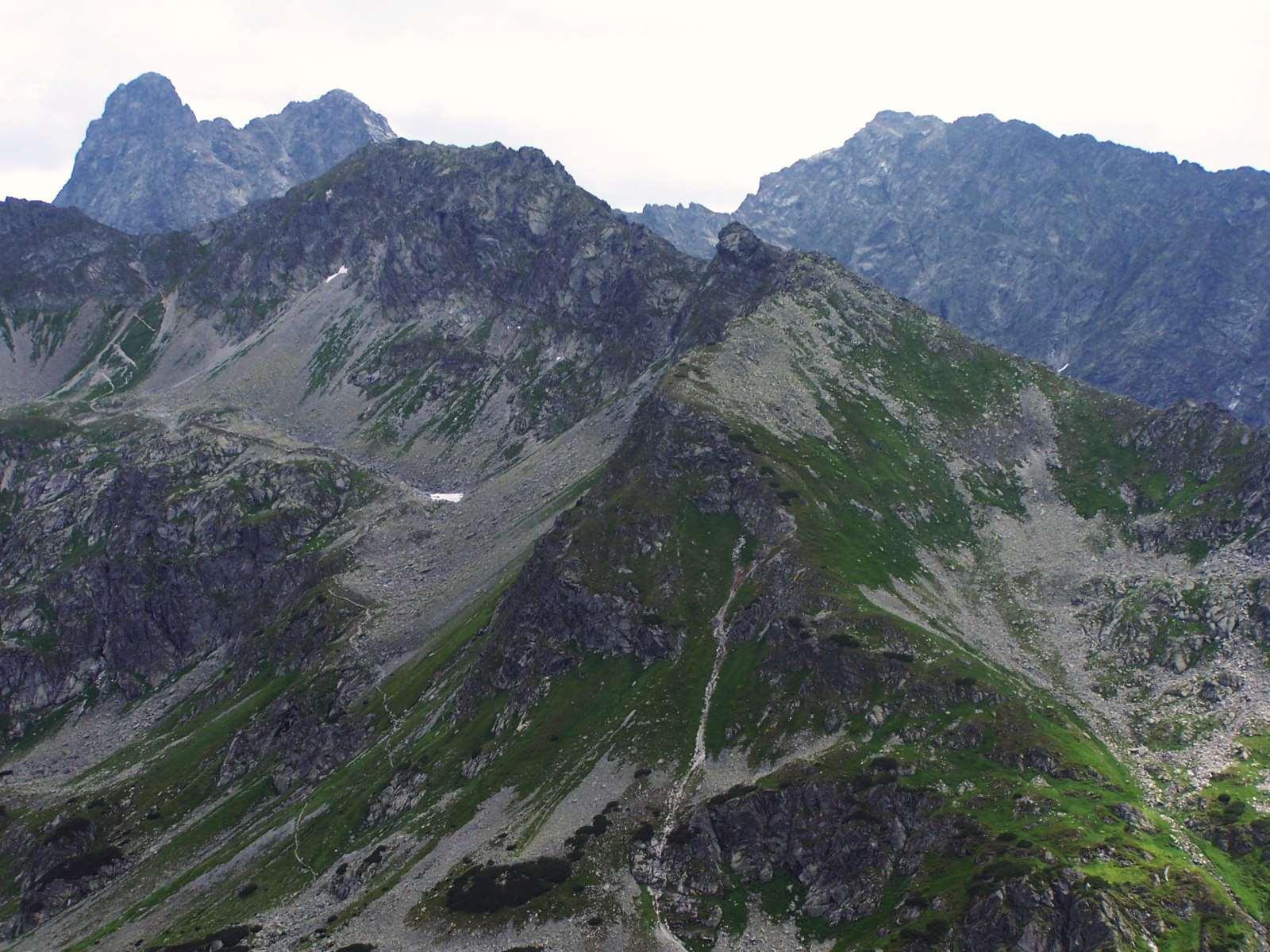
Od lewej: Szpiglasowa Przełęcz, Szpiglasowy Wierch, Wyżni Kostur, a pod nim Niżni Kostur. Ponad nimi Mięguszowiecki Szczyt i Cubryna